# بدر (ليبيا)
بدر هي مدينة صغيرة في منطقة نالوت في شمال غرب ليبيا، يبلغ عدد سكانها 18،693 نسمة اعتبارًا من عام 2010. قبل إعادة تنظيم المناطق في عام 2007، كانت جزءًا من منطقة يفرن.
تعد المدينة موطنا حاليًا لقبائل الصيعان التي انتقلت إلى المنطقة في أوائل القرن العشرين حتى منتصفها لتحل محل قبائل الحرابة، وأظهرت الاكتشافات في أواخر القرن العشرين وجود كمية كبيرة من النفط والغاز في المنطقة.